# NGC 3308
NGC 3308 је елиптична галаксија у сазвежђу Хидра која се налази на NGC листи објеката дубоког неба.
Деклинација објекта је - 27° 26' 14" а ректасцензија 10h 36m 22,3s. Привидна величина (магнитуда) објекта NGC 3308 износи 12,0 а фотографска магнитуда 13,0. Налази се на удаљености од 50,353 милиона парсека од Сунца. NGC 3308 је још познат и под ознакама ESO 501-34, MCG -4-25-32, PGC 31438.